# Tlogorejo (Tegowanu)
Tlogorejo is een bestuurslaag in het regentschap Grobogan van de provincie Midden-Java, Indonesië. Tlogorejo telt 4043 inwoners (volkstelling 2010).